# Miguel de Pret

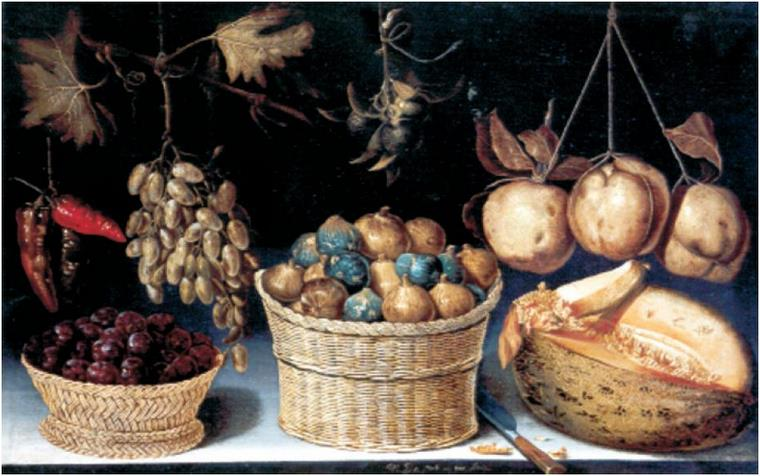
Bodegón con cesta de higos, cesta de ciruelas, melón y fruta colgando, óleo sobre lienzo, 57,5 x 90 cm, Madrid, colección Abelló.

Miguel de Pret (Amberes, 1595-Zaragoza, 3 de septiembre de 1644) fue un pintor de origen flamenco activo en Madrid, especializado en bodegones.

## Biografía
Hijo de André de Pret, mercader de paños en Amberes, en julio de 1640 se le hizo información de nobleza y cristiandad como aspirante a arquero de la guardia de corps. De los trámites en Amberes se encargó su hermano Tomás de Pret, mercader de joyas, ponderando la honradez de la familia, en la que había antecedentes militares, y su lealtad a la corona. Como Juan van der Hamen y Felipe Diricksen, pintores también de origen flamenco, fue miembro de la guardia flamenca de archeros a la que se incorporó en noviembre de 1641 según el Rol y lista de la Compañía de los Archeros de la Noble Guardia de Corps del Rey Nuestro Señor, donde se le describía, en el momento de la jura, «de edad de 46 años moço de buen talle pelirubio largo de cara». Murió el 3 de septiembre de 1644 en Zaragoza, cuando acompañaba al rey Felipe IV en la jornada de Aragón de ese año para hacer frente a la invasión francesa de Cataluña. 
Del testamento e inventario de sus bienes se desprende que estaba casado desde 1630 con María Cano y tenía una hija, Manuela Melchora, de un matrimonio anterior. María Cano era a su vez viuda y, según el documento de ampliación de dote, tanto su padre como su primer marido debían de ser pintores o estar relacionados con las artes pues al matrimonio llevaba más de doscientas estampas de pintor que le había dado su padre y dos caballetes que fueron de su primer marido, cuyos nombres no se recogían en la documentación citada. Del inventario de los bienes dejados por Pret, hecho en Madrid, se encargó Juan de la Corte y en él se recogía un pequeño número de cuadros religiosos, un retrato de Melchor Cano, un cuadro «en questa pintada la muerte» y dos cuadros con búhos al lado de más de sesenta bodegones de flores y frutas, algunos de ellos formando series de los meses del año. Del documento de partición de sus bienes se desprende además su colaboración con Francisco Barrera, con tienda en la calle Mayor, con quien tenía contratados diez lienzos de «pintura de frutas» a 19 reales cada uno.

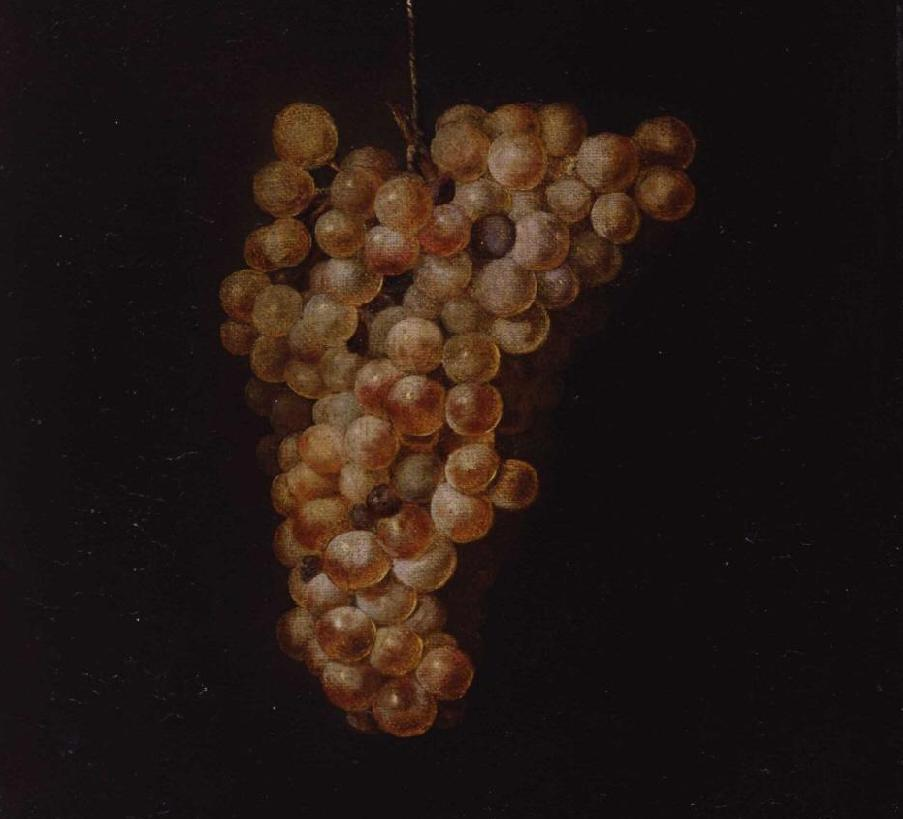
Racimo de uvas blancas, firmado «Miguel de Pret fecit», óleo sobre lienzo, 28 x 26 cm, Madrid, Museo Cerralbo.

## Obra
Conocido por la documentación, de su producción pictórica solo se conocía un bodegón firmado, Bodegón con cesta de higos, cesta de ciruelas, melón y fruta colgando, aparecido en 2008 y propiedad de la colección Abelló, en el que se advierten características propias de los bodegones madrileños de la primera mitad del siglo XVII, con la ordenada disposición de las frutas y verduras, relativamente abundantes, y la iluminación directa que destaca los objetos sobre un fondo negro. La aparición de su firma, visible en la radiografía de un Racimo de uvas blancas del Museo Cerralbo, que se venía atribuyendo a Juan Fernández el Labrador, ha llevado a atribuirle después de 2013 algunas otras pinturas antes asignadas a este, entre ellas un segundo bodegón con dos racimos de uvas colgando del Museo Cerralbo y sendos racimos de uvas sobre fondo negro propiedad del Museo del Prado.